# Oncopsis planiscuta
Oncopsis planiscuta är en insektsart som beskrevs av Thomson 1870. Oncopsis planiscuta ingår i släktet Oncopsis och familjen dvärgstritar. Arten är reproducerande i Sverige. Inga underarter finns listade i Catalogue of Life.